# Harold Jack Bloom
Pour les articles homonymes, voir Bloom.
Harold Jack Bloom est un scénariste et un producteur de télévision américain né le 26 avril 1924 dans l'État de New York et mort le 27 août 1999 à Los Angeles (Californie).

## Filmographie

### comme scénariste
- 1953 : L'Appât de Anthony Mann
- 1953 : L'Arène de Richard Fleischer
- 1954 : La Hache sanglante de Lesley Selander
- 1955 : La Terre des pharaons de Howard Hawks
- 1956 : L'Énigmatique Monsieur D (Foreign Intrigue) de Sheldon Reynolds
- 1956 : Behind the High Wall de Abner Biberman
- 1967 : On ne vit que deux fois de Lewis Gilbert
- 1971 : Dialogue de feu de Lamont Johnson

### comme producteur
- 1971 : Dialogue de feu de Lamont Johnson

## Télévision

### comme scénariste
- 1948 : Studio One
- 1952 : Fireside Theatre
- 1954 : Foreign Intrigue
- 1954 : Sherlock Holmes
- 1955 : Captain Gallant of the Foreign Legion
- 1956 : Playhouse 90
- 1956 : The Millionaire
- 1957 : M Squad
- 1957 : Climax!
- 1959 : Goodyear Theatre
- 1960 : Bonanza
- 1960 : Dante
- 1961 : The Brothers Brannagan
- 1961 : Ombres sur le soleil
- 1962 : G.E. True
- 1962 : Have Gun - Will Travel
- 1962 : Échec et mat
- 1963 : Temple Houston
- 1963 : 77 Sunset Strip
- 1964 : 12 O'Clock High
- 1964 : Des agents très spéciaux
- 1966 : Au cœur du temps
- 1968 : Sur la piste du crime
- 1968 : Les bannis
- 1969 : D.A.: Murder One
- 1969 : Adam-12
- 1969 : Any Second Now
- 1972 : Hec Ramsey
- 1972 : Les deux maris de Rozaline
- 1973 : Emergency +4
- 1975 : Shell Game
- 1975 : The Log of the Black Pearl
- 1978 : Project U.F.O.
- 1978 : Emergency!
- 1979 : Sherlock Holmes and Doctor Watson
- 1982 : Aliens from Another Planet
- 1982 : Remembrance of Love
- 1989 : Stuck with Each Other

### comme producteur
- 1961 : Dante
- 1969 : D.A.: Murder One
- 1973 : Hec Ramsey
- 1975 : Shell Game

## Nominations
- Oscars du cinéma 1954 : Nommé pour l'Oscar du meilleur scénario original (L'Appât)